# المنهال بن عمرو
أبو عمرو المنهال بن عمرو الأسدي تابعي مقرئ كوفي، وأحد رواة الحديث النبوي.

## سيرته
يعد أبو عمرو المنهال بن عمرو من تابعي أهل الكوفة، وهو مولى لبني أسد بن خزيمة. سمع المنهال الحديث النبوي من علماء الكوفة، وعُرف عنه حُسن الصوت في قراءة القرآن، إلا أن كان يُطرب في القراءة، مما دعا تلميذه شعبة بن الحجاج إلى ترك الرواية عنه. تلا المنهال بن عمرو القرآن على سعيد بن جبير، فأجازه. كما قرأ عليه محمد بن عبد الرحمن بن أبي ليلى. وقد توفي المنهال بن عمرو سنة بضع عشرة ومائة.

## روايته للحديث النبوي
- روى عن: زر بن حبيش وعبد الرحمن بن أبي ليلى وأبي عمر زاذان وسعيد بن جبير[1] وسويد بن غفلة وعامر بن سعد بن أبي وقاص وعباد بن عبد الله الأسدي وعبد الله بن الحارث البصري وعلي بن ربيعة الوالبي وعلي بن عبد الله بن عباس وقيس بن السكن ومجاهد بن جبر ومحمد بن الحنفية ونعيم بن دجاجة وأبي عبيدة بن عبد الله بن مسعود وعائشة بنت طلحة.[2]
- روى عنه: حجاج بن أرطاة وزيد بن أبي أنيسة ومنصور بن المعتمر وشعبة بن الحجاج وعبد الرحمن بن عبد الله المسعودي[1] وأيوب أبو المعلى الكوفي والحسن بن الزبير والحسن بن عبيد الله والحسن بن عمارة وحصين بن عبد الرحمن وربيعة بن عتبة الكناني وزرعة بن عمرو العبدي وزياد بن أبي رجاء وسلمة بن كهيل وسليمان بن مهران الأعمش والصبي بن الأشعث السلولي وعبد الله بن عون وعبد ربه بن سعيد الأنصاري وأبو مريم عبد الغفار بن القاسم الأنصاري وعبد الملك بن حميد بن أبي غنية وعبيد الله بن الوليد الوصافي وعطاء بن أبي مسلم الخراساني وعلي بن الحكم البناني وعمر بن عبد الله بن يعلى بن مرة وعمرو بن ثابت بن هرمز وعمرو بن قيس الملائي وعمرو بن أبي قيس الرازي وعمران بن ميثم الكناني وعوف الأعرابي والعلاء بن صالح وعيسى بن المختار والقاسم بن الوليد الهمداني وكامل أبو العلاء وليث بن أبي سليم ومحمد بن عبد الرحمن بن أبي ليلى ومطرف بن طريف وموسى بن مطير وميسرة بن حبيب النهدي ويحيى بن مطير الجعفي ويونس بن أبي إسحاق ويونس بن خباب وأبو جناب الكلبي وأبو خالد الدالاني.[2]
- الجرح والتعديل: اختلف علماء الجرح والتعديل في المنهال بن عمرو، فقد أثنى عليه الدارقطني، فقال: «صدوق»،[1][3] ووثّقه يحيى بن معين[1] والنسائي والعجلي، وذكره ابن حبان في كتاب «الثقات»، كما روى له الجماعة ما عدا مسلم بن الحجاج،[3] إلا أن البعض الآخر ضعّفه، فقال ابن حزم: «ليس بالقوي»،[1] وقال إبراهيم بن يعقوب الجوزجاني: «المنهال بن عمرو سيئ المذهب، وقد جرى حديثه».[3]